# 1934 na política

## Eventos
- A Alemanha fracassa ao tentar integrar seu território com a Áustria, no evento que em 1938 ficaria conhecido como Anschluss
- 18 de Janeiro - Os trabalhadores vidreiros da Marinha Grande revoltam-se contra o governo de Salazar.
- 9 de Fevereiro - É formada a Aliança Balcânica entre a Jugoslávia, Grécia, Turquia e Roménia.
- Adolf Hitler adota o título de Führer, que o torna na prática ditador da Alemanha.

## Nascimentos

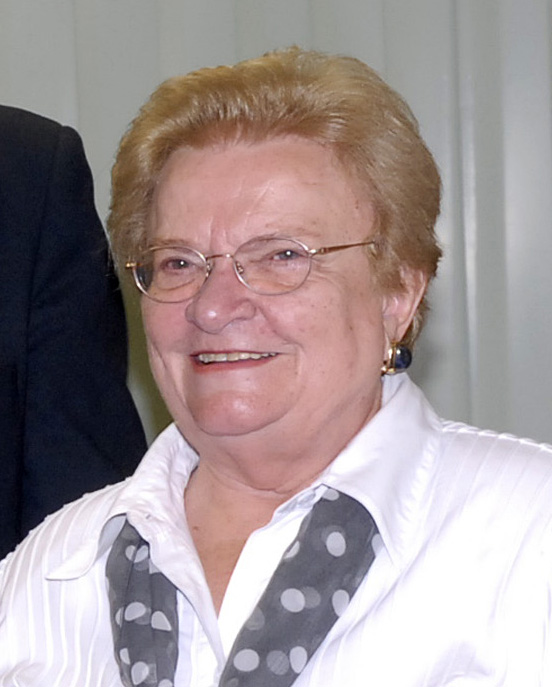
Luiza Erundina (30 de novembro)

| Data            | Nome                                                   | Profissão                                                        | Nacionalidade             | Observações | Ref                 |
| --------------- | ------------------------------------------------------ | ---------------------------------------------------------------- | ------------------------- | ----------- | ------------------- |
| 7 de janeiro    | Tássos Papadópoulos                                    | presidente de Chipre de 2003 a 2008                              | Reino Unido (Chipre)      |             |                     |
| 15 de fevereiro | Ali Akbar Hashemi Rafsanjani                           | presidente do Irão de 1989 a 1997                                | Irão                      |             |                     |
| 24 de fevereiro | Bingu wa Mutharika                                     | presidente do Malawi desde 2004                                  | Reino Unido (Malawi)      |             |                     |
| 5 de abril      | Roman Herzog                                           | político alemão e presidente da Alemanha de 1994 a 1999          | Alemanha                  |             | [carece de fontes?] |
| 22 de abril     | Pedro Pires                                            | presidente de Cabo Verde desde 2001                              | Portugal (Cabo Verde)     |             |                     |
| 6 de junho      | Alberto Félix Humberto Teodoro Cristiano Eugénio Maria | Rei Alberto II da Bélgica                                        | Bélgica                   |             |                     |
| 19 de julho     | Francisco Sá Carneiro                                  | primeiro-ministro de Portugal                                    | Portugal                  | m. 1980     |                     |
| 30 de novembro  | Luiza Erundina                                         | deputada federal e ex-prefeita de São Paulo                      | Brasil                    |             |                     |
| 30 de novembro  | Lansana Conté                                          | Presidente da Guiné-Conacri de 1984 a 2008                       | França · (Guiné francesa) | m. 2008     |                     |
| 12 de dezembro  | Miguel de la Madrid                                    | presidente do México de 1982 a 1988                              | México                    |             |                     |
| 24 de dezembro  | Stjepan Mesić                                          | presidente da Croácia de 2000 a 2010 e primeiro-ministro em 1990 | Reino da Iugoslávia       |             |                     |

## Mortes
| Data           | Nome                         | Profissão                                                                                               | Nacionalidade   | Observações | Ref   |
| -------------- | ---------------------------- | --- | --------------- | ----------- | ----- |
| 28 de janeiro  | Casimiro Rodrigues de Sá     | religioso, publicista, jornalista e político republicano                                                | Portugal        | n. 1873     |       |
| 29 de abril    | António Crisógono dos Santos | empresário, político e fotógrafo                                                                        | Portugal        | n. 1862     |       |
| 1 de julho     | Edgar Julius Jung            | político                                                                                                | Alemanha        | n. 1894     |       |
| 2 de julho     | Ernst Röhm                   | auxiliar de confiança de Hitler                                                                         | Alemanha        | n. 1887     |       |
| 25 de julho    | Engelbert Dollfuss           | chanceler austríaco                                                                                     | Áustria-Hungria | n. 1892     |       |
| 2 de agosto    | Paul von Hindenburg          | militar alemão e presidente da Alemanha de 1925 a 1934                                                  | Polónia         | n. 1847     | [ 1 ] |
| 9 de outubro   | Alexandre I da Iugoslávia    | Rei dos Sérvios, Croatas e Eslovenos de 1921 a 1929 e Rei da Jugoslávia de 1929 a 1934                  | Sérvia          | n. 1888     |       |
| 15 de outubro  | Raymond Poincaré             | presidente da França de 1913 a 1920 e primeiro-ministro de 1912 a 1913, de 1922 a 1924 e de 1926 a 1929 | França          | n. 1860     |       |
| 28 de novembro | Coelho Neto                  | escritor e político                                                                                     | Brasil          | n. 1864     |       |